# 梅本正行
梅本 正行（うめもと まさゆき、1950年 - ）は、防犯アナリスト（防犯ジャーナリスト）。2006年4月より一般社団法人日本防犯学校学長。通称「梅さん」。

## 来歴・人物
1964年7月、セキュリティ産業に参入。1985年1月、名古屋市で防犯設備会社を設立。1999年7月、株式会社ナリョナル・エージェンシー・カンパニー取締役に就任。2001年4月、NPO法人犯罪予防相談センターを創設し、理事長に就任（当時、経産省「省エネ・防犯情報提供事業研究会」委員も務めた）。
侵入犯罪が起こった現場に足を運ぶこともあり、その環境や犯行手口などを検証して、犯罪者心理を分析している。
「予知防犯」（後手防犯と対照的な意味）の重要性と人命の尊さを提唱しており、数々のテレビ番組に出演し啓蒙してきた。テレビドラマ『鍵のかかった部屋』（フジテレビ系列）第4話の防犯監修も務めた。夕方のニュース番組『NNN Newsリアルタイム』（日本テレビ系列）では「梅さんの防犯徹底術」という企画がシリーズ化された。

## テレビ出演
現在
過去
前述のNNN Newsリアルタイムの企画コーナーの他、単発での出演も多数（#外部リンクの「活動・ニュース バックナンバー」を参照）。
- バイキング（フジテレビ、2014年6月5日・12日）※木曜コーナー

## 著書
- 事件に学ぶ“狙われる家” （創樹社、2002年） ISBN 978-4883510252
- 一家に一冊新・防犯手帳―お金と命が危ない！ （あ・うん、2005年） ISBN 978-4901318280
- 梅さんの次に狙われるのは、 あなたの家です！ （PHP研究所、2006年） ISBN 978-4569649290
- 梅さんの「今日からできる命と財産の守り方教えます （主婦と生活社、2008年） ISBN 978-4391136043
- 安心できない時代の生き方：身近な犯罪から自分・家族を守るための心得 （PHP研究所、2009年） ISBN 978-4569705682
- 泥棒はなぜ「公園に近い家」 を狙うのか？ （現代書林、2009年） ISBN 978-4774511702

など